# 峡山街道
23°15′N 116°25′E / 23.250°N 116.417°E
峡山街道是中国广东省汕头市潮南区所辖的一个街道，位于潮南区北部。是中国家居服装名镇，中国精细化工名城。街道总面积46.403平方公里，共20.69万人口，下辖36个（村）居委会。峡山自明代以来为粤东重镇之一，是原潮阳市第一大镇。2003年1月29日，汕头市区划调整后，潮南区政府驻地设于峡山。3月31日，潮南区委正式在峡山挂牌办公。经广东省民政厅和汕头市人民政府批准，原峡山镇于2004年3月12日撤销峡山镇建制、设立峡山街道办事处。

## 行政区划
- 居民委员会：峡山、寨外林、东山、董塘、汕尾、桃溪、泗联、洋内、沙溪、桃陈、南里、义英
- 行政村：下东浦、练南、上西沟、上东浦、陈禾陂、英大埔、洋汾陈、洋汾林、溪南、拱桥、 拱上、西港、上家、沟头、西沟、东沟、华桥、东溪、潮东、陇美、溪心、大宅、莲青、李围。

## 交通
- 汕湛高速公路
- 324国道
- 峡新公路
- 北环大道